# Cercospora plumbaginea
Cercospora plumbaginea är en svampart som beskrevs av Sacc. & D. Sacc. 1902. Cercospora plumbaginea ingår i släktet Cercospora och familjen Mycosphaerellaceae.   Inga underarter finns listade i Catalogue of Life.